# The Calcination of Scout Niblett
The Calcination of Scout Niblett es el quinto álbum de estudio de la cantautora Scout Niblett, y su primer lanzamiento con Drag City. El álbum esta la cuarta colaboración de Niblett con el productor Steve Albini.

## Lista de canciones
Todas las canciones fueron escritas por Scout Niblett.
Todas las canciones escritas y compuestas por Scout Niblett. 
| N.º | Título                             | Duración |  |
| 1.  | «Just Do It!»                      | 5:28     |  |
| 2.  | «The Calcination of Scout Niblett» | 3:31     |  |
| 3.  | «I.B.D.»                           | 4:34     |  |
| 4.  | «Bargin»                           | 4:54     |  |
| 5.  | «Cherry Cheek Bomb»                | 6:28     |  |
| 6.  | «Kings»                            | 4:38     |  |
| 7.  | «Lucy Lucifer»                     | 1:51     |  |
| 8.  | «Duke of Anxiety»                  | 2:14     |  |
| 9.  | «Ripe with Life»                   | 5:32     |  |
| 10. | «Strip Me Pluto»                   | 3:06     |  |
| 11. | «Meet and Greet»                   | 9:01     |  |

## Personal
- Scout Niblett - voz, guitarra, batería

Personal técnico
- Steve Albini - ingeniero
- Dylan Long - fotografía